# Tofta (Varberg)
Tofta (Varberg) est une localité de Suède située dans la commune de Varberg du comté de Halland. Elle couvre une superficie de 0,56 km2. En 2010, elle compte 386 habitants.